# Linguistica Pragensia
Linguistica Pragensia – czasopismo językoznawcze, wydawane od 1991 roku jako następca periodyku „Philologica Pragensia”. Wychodzi dwa razy w roku.
Periodyk porusza zagadnienia z zakresu anglistyki, germanistyki oraz romanistyki. Od 2015 r. jest udostępniany na zasadzie otwartego dostępu.
W 2020 roku funkcję redaktora naczelnego pełniła anglistka Libuše Dušková.